# Gilbert Vieillard
Gilbert-Pierre Vieillard (Le Havre 31 décembre 1899 - Lorraine 19 juin 1940 ) est un ethnologue et linguiste spécialiste des questions peules.

## Domaines d'études
Il a étudié l'arabe, le haoussa et le peul à l'Institut des Langues orientales à Paris. Stagiaire des Services Civils (Affaires économiques) à Dakar, Ouagadougou et Say. Puis stagiaire à l'École Coloniale. Administrateur détaché à l'Institut français d'Afrique noire (à l'époque dirigé par Théodore Monod) où a été déposé le fonds documentaire Gilbert Vieillard comprenant notamment la transcription de littérature peule orale. Gilbert Vieillard a fait rentrer l'écrivain Peul Amadou Hampâté Bâ à l'IFAN. Il a laissé un héritage considérable et les documents qu'il a recueillis constituent le fonds de manuscrits le plus important de l'IFAN.

## Sources
- Patrick O'Reilly, Mon ami Gilbert l'africain, Darantière, Dijon, 1942, 165 p.
- Bah Mamadou Notre ami Vieillard sur webPulaaku
- Gilbert Vieillard, administrateur et ethnologue en Afrique occidentale (1926-1939) de Claude Malon. Cahiers de sociologie économique et culturelle sur webPulaaku

## Publications
- Récits peuls du Macina et du Kunari. Bulletin du Comité d'Études historiques et scientifiques de l'Afrique Occidentale Française, t XIV, 1931, p. 137-156. Tirage à part 20p.
- Note sur deux institutions propres aux populations peules d'entre Niger et Tchad : le Soror et le Gerewol Journal de la Société des Africanistes, t II, 1932, p. 85-93 sur webPulaaku
- Poèmes peuls du Fouta-Djallon. Bulletin du Comité d'Etudes historiques et scientifiques de l'Afrique Occidentale Française, t XX, 1937, pp 225-311. sur webFuuta
- Notes sur les coutumes des Peuls au Fouta-Djallon, Paris Larose, 1939, XI-127 p. (Publ. du Comité d'Etudes historiques et scientifiques de l'A.O.F., série A, n°11) sur webFuuta.
- Notes sur les Peuls du Fouta-Djallon (Guinée Française), Ibid., t II, n° 1-2, 1940, 86 p, 4 cartes, 20 fig, 3 pl. h. t. sur webFuuta
- Les Peuls dans notre Afrique. Texte et croquis par M. G. Vieillard. Le Monde Colonial illustré, 15e année, 1937, pp 288-289. sur webPulaaku
- La rencontre des Peuls et des Gaulois sur webPulaaku
- Note sur le caractère des Peuls. Outre-Mer, 4e année, 1932, pp 8-18. sur webPulaaku
- Le chant de l'eau et du palmier doum, poème bucolique du marais nigérien par Tielo Hamgoeredo, Tionnadio et  Signa, Tioroho, recueilli par Gilbert Vieillard. Bulletin de l'Institut français d'Afrique noire, t II, no 3-4, 1940, 17P.
- Coutumier du Cercle de Zinder. Dans Coutumiers juridiques de l'A.O.F. (publications du Comité d'Études historiques et scientifiques de l'A.O.F., série a, no 10, 1939), t III, 1939, p. 95-179.
- Douroël Bâli Boûlo et Fâdia, Conte peul du Kounari. Bulletin du Comité D'Études historiques et scientifiques de l'Afrique Occidentale Française, t. XVI, 1933, p. 149-154. Tirage à part 6p.
- Foulbés du soleil levant et du soleil couchant. 1926-1937. Album de 39 planches lithographiées 20x31 cm. Hors commerce. Certaines planches sont numérotées en chiffres arabes de 1 à 10. L'une porte le n° XXXiX en chiffres romains.